# 拉克塞爾夫
拉克塞爾夫（挪威語：Lakselv）是挪威芬马克郡波尚厄尔市镇的村庄及其行政中心。村庄面积为2.3平方公里，2017年时人口数量为2,283人。